# Архестов, Хабас Кашифович
Архестов Хабас Кашифович (1922, Псынадаха, Нагорный округ, КБАССР) — советский шахтёр, Герой Социалистического Труда (1966).

## Биография
Архестов Xабас Кашифович — проходчик рудника «Молибден» Тырныаузского вольфрамо-молибденового комбината Министерства цветной металлургии СССР, Кабардино-Балкарская АССР.
Родился 1 января 1922 года в селе Псынадаха Кабардино-Балкарской автономной области Северо-Кавказского края, ныне — Зольского района Кабардино-Балкарской Республики. Кабардинец.
После окончания сельской школы в числе группы молодёжи был направлен в Новороссийское ремесленное училище для подготовки специалистов, необходимых строящемуся Тырныаузскому комбинату. Через год вернулся, получив специальность плотника, работал в местном колхозе до призыва в Красную Армию по мобилизации в 1941 году. После окончания краткосрочной школы военного моряка в Сталинградской флотилии был направлен матросом-артиллеристом в Заполярье, участвовал в оборонительных боях в Заполярье, в том числе наводчиком орудия 69-го отдельного истребительно-противотанкового дивизиона 45-й стрелковой дивизии. Член ВКП(б)/КПСС с 1943 года.
После демобилизации в 1947 году старший матрос Х. К. Архестов вернулся на родину, работал партийным секретарём колхоза «Маяк», затем — «Псынадаха».
В 1949 году по разнарядке райкома партии его направили на Тырныаузский вольфрамо-молибденовый комбинат, который к тому времени возобновил выпуск продукции и постепенно наращивал объёмы производства. Первое время Xабас Кашифович работал в должности коменданта общежития, затем управдомом в посёлке Горный, но ему хотелось настоящего дела, и он попросился в забой на рудник «Молибден», хотя никакой рабочей профессией не владел. В тридцать лет он начинал с ученика бурильщика в комплексной проходческой бригаде Алексея Сивкаева. Постепенно он освоил и смежные профессии взрывника, скрепериста и слесаря, через два года сам возглавил вновь организованную комплексную бригаду проходчиков.
Его бригаде не раз приходилось вести проходку выработок в сложных горно-геологических условиях, и всегда любой наряд, который она получала, выполнялся в предусмотренный графиком срок, а чаще всего досрочно. Бригада Архестова ежегодно шла в первых рядах горняцкого коллектива.
Указом Президиума Верховного Совета СССР от 20 мая 1966 года за выдающиеся успехи, достигнутые в развитии цветной металлургии, Архестову Xабасу Кашифовичу присвоено высокое звание Героя Социалистического Труда с вручением ордена Ленина и золотой медали «Серп и Молот».
После достижения пенсионного возраста в 1971 году перешёл работать на автобазу производственно-технического управления связи. Избирался делегатом ХХIV съезда КПСС (1971).
Последние годы проживал в городе Нальчике. Скончался 3 сентября 1991 года.
Металлический ящик — клеть — стремительно поднимает нас по стволу. Темно. Сыро. Откуда-то сверху стекают за шиворот капельки воды. Пожилой горняк, с которым я познакомился ещё в кабине пассажирской канатки, трогает меня за руку: Следующая остановка — твоя: горизонт четвёртого участка. Архестова найти легко. Его все тут знают. Спросишь, проводят… Благодарно киваю головой, отчего каска с закрепленной над козырьком лампочкой съезжает на глаза. — Ты светильник в руку лучше возьми — советует мой знакомый. — Так удобней…
Подсвечивая под ноги, вслед за горным мастером иду по узкому коридору штрека. До «хозяйства» Архестова с километр. Время от времени плотно прижимаемся к стене. Рядом с шумом проносятся по рельсам составы: электровоз и десяток вагонеток. — Идет руда! не без гордости замечает мастер. Через несколько минут мы у «горла» нового забоя. Выработка эта шириной метра три с половиной и три метра высотой. Академическая" так называют её на руднике. Здесь и работает со своей бригадой Хабас Архестов.
Вроде недавно они её начали, говорит мастер, уверенно направляясь вглубь, а вот видите, пятьдесят метрова метров уже прошли. В сутки в среднем не меньше чем на два метра продвигаются.
Уловив мой вопросительный взгляд, пояснил:
Показатель стоящий! И всего-то в бригаде пять человек. В неярких бликах света лица Архестова и его напарника Юрия Крайникова кажутся бронзовыми. Перфораторы вонзившись жалами в породу, отбрасывают длинные дрожащие тени. Из-за шума ничего не слышно, поэтому стоим молча.
Виртуоз!
Мастер кричит мне это прямо в ухо, показывая на Архестова.
Действительно что-то захватывающее было в каждом движении Хабаса, во всей его напряженной, по юношески стройной фигуре. Даже все вокруг словно подчинялось одному его стремлению вперед. Вперед, только вперед. Вдруг тишина… Звонкая тишина. Бригадир, здороваясь улыбается. Но по лицу заметно, что он устал. Мастер подсчитав шпуры, подмигивает мне: «Мол, что я говорил, виртуоз!». А Архестов уже что-то увлеченно сообщает подошедшим сменщикам Абу Шомахову и Василию Пелехову. Парни слушают его внимательно.
«На-гора», вернее вниз, возвращаемся с ним вместе. Спрашиваю, как начала бригада пятилетку? Пожимает плечами:
Да вроде все неплохо.
Кто-то из пристроившихся к нам добытчиков усмехается:
Не прибедняйся, Хабас. «Неплохо»… Это когда вы середнячках начали ходить? После того, как остальных по выработке обогнали?
Горняки, спешащие на поезд, добродушно смеются…
В вагончике Архестова окликает плотный парень, сидящий на скамейке напротив. Оба явно обрадованы встречей. Разговор деловой: о пластах, шпурах, отпалке…
Когда парень, снимая на ходу с пояса аккумулятор обогнал нас, Архестов, глядя ему вслед, пояснил:
Бывший мой ученик. Сейчас тоже Бригадир проходчиков. Может, слышал — Рывкат Латипов.
Помолчав немного, добавил, словно извиняясь:
Со многими мне пришлось работать. Я ведь семнадцатый год как намертво бросил якорь здесь, в Тырныаузе. Правда, ещё раньше…
Смутился, махнул рукой:
В общем история…
А было так. В Тридцать седьмом, когда началось сооружения вольфрамо-молибденового комбината, республика направила свыше двухсот подростков в Новороссийское ремесленное училище. Высокогорная стройка нуждалась в квалифицированных рабочих. Среди тех, кто поехал на учёбу, был пятнадцатилетний Хабас Архестов из селения Псынодаха. Не в пример многим из земляков, не ударился в бега парнишка, закончил-таки через год училище. Получил специальность плотника. Но приехал в поселок, из которого рождался нынешний Тырныауз и …
Сдрейфил тогда. Испугался трудностей, — задумчиво роняет Хабас Кашифович. — Дал обратный ход…
Мы сидели в гостиной у него дома. Из соседней комнаты, где зажгли уже лампочку, в проем двери на него падал свет.

## Память
Именем Архестова была названа улица в его родном селе Псынадаха.
Также, обладал званием «Почетный гражданин Карелии».

## Награды
- Герой Социалистического Труда (1966)
- Орден Ленина (1966)
- Медаль «За победу над Германией в Великой Отечественной войне 1941—1945 гг.»[2]
- Медаль «За оборону Советского Заполярья»[2]
- Медаль «За отвагу»[2]
- Орден Отечественной войны I степени